# 日本航空ボンベイ空港誤認着陸事故
日本航空ボンベイ空港誤認着陸事故（にほんこうくうボンベイくうこうごにんちゃくりくじこ）は、1972年（昭和47年）に発生した空港取り違えによる航空事故である。

## 概要
1972年9月24日、日本航空472便はロンドン発の南回り東京行きとして運航されていた。
当便はフランクフルト、ローマ、ベイルート、テヘランを経由して、インドのボンベイ（現在のムンバイ）に寄港後はバンコクと香港を経由して羽田空港に到着する飛行計画であった。当日の472便はDC-8-53（機体記号JA8013、旧塗装時代の愛称"HARUNA"）で運航されており、ロンドンを20分遅れで出発し、テヘランを離陸した時には遅れは1時間20分になっていた。
9月24日の早朝、ボンベイ上空に到着した472便は計器着陸しようとした。しかし空港管制官から「滑走路は見えるか」との交信があり、472便が「見える」と回答したところ、当日の空港周辺の気象条件がよかったためか「有視界進入せよ」と指示された。そのため472便はサンタクルズ国際空港（現在のチャットラパティー・シヴァージー国際空港）の09滑走路（西側）を上空通過したあとで高度を下げて360度旋回し、西側のインド洋側から同空港に着陸しようとした。6時50分頃、472便は滑走路に進入したが、実際にはサンタクルズ空港ではなく西に3.7km離れた小型機専用のジュフ空港の08滑走路に誤って着陸していた。この滑走路は1,143mしかなく、DC-8のような大型旅客機が安全に着陸するのは不可能であった。
472便の機長はスラストリバーサを作動させた後に誤りに気付き、スポイラーを作動させるとともにブレーキを最大限に使用したが、オーバーランは避けられなかった。472便は空港の敷地外に飛び出し、左翼エンジンが2機とも離脱し、前輪と主輪を破損した上で機首部分は地面にめり込んだ。機体から火災も発生したが、消火器ですぐ消し止められ大事にはいたらなかった。
この事故で乗員14名、乗客108名のうち、運航乗務員2名と乗客9名の11名が負傷した。事故機は現地で解体処分された。

## 事故原因
1973年9月15日、インド政府は調査結果を発表した。視界が悪い条件下で不適切な手順に従って進入を継続した結果、サンタクルズ空港とジュフ空港を誤認した事が原因とされた。また、インド政府は管制官の手順の不備についても指摘した。ジュフ空港をサンタクルス空港と誤って着陸する事故は、1942年のサンタクルス空港の開港以後3件発生している（乗客43人を乗せた英国海外航空デ・ハビランド DH.106 コメットの1953年7月15日の事故、乗客28人を乗せたドイツ民主共和国（東ドイツ）インターフルク航空Il-18ターボプロップ機の1972年12月14日の事故）が、負傷者を出したのは日本航空による当事故が唯一の例である。
事故直後の記者会見では、朝日に向かって飛行していた472便の運航乗務員が360度旋回しているうちに、地表付近を覆う朝もやに日光が反射したために滑走路を見失ったため、すぐに目に飛び込んできたジュフ空港をサンタクルス空港の滑走路と誤認して着陸した、と説明された。
誤認しやすい海岸側からのコースにはILS（計器着陸装置）が設置されていない（陸側には設置されていた）という不備も重なった。
日本航空がボンベイに就航したのは1972年7月からであり、近隣のジュフ空港の存在についてパイロットに特別に注意を促すことはしていなかった。
また定刻ならボンベイへの到着は日の出前であるため、乗員も夜明け前の暗闇を計器着陸方式でしか着陸しておらず、初めての有視界降進入着陸であったのも不運であった。

## 備考
- 1972年、日本航空は日本航空ニューデリー墜落事故、日本航空シェレメーチエヴォ墜落事故をはじめとする航空事故を多発させており、柳田邦男は著書「続・マッハの恐怖」中で、「“ミス”が連続して起こるような土壌を育てた経営的な問題ないし会社の体質というべき問題」があると指摘している[4]。
- 日本の新千歳空港は、並行して航空自衛隊千歳基地（1988年まで千歳空港として軍民共用）があるため滑走路を誤認する事態がまれに発生しているが、滑走路の長さが通常のジェット機の着陸には問題ない長さであるほか、両飛行場は誘導路がつながっており、特に冬季の豪雪期など民間機に千歳基地の滑走路を使用させる事例も存在する。
- 日本国内では空港を取り違えて旅客機が着陸する事故は発生していないが、1993年に羽田空港で運用が開始されていない滑走路に誤着陸するミスが実際に発生したことがある。この時は滑走路上に工作機械などの障害物が置かれていなかったため事なきを得た。また2007年には大阪国際空港で平行する滑走路と誤って着陸したが、事なきを得た。小型機では、2001年7月14日に個人所有機が廃港を知らず旧紋別空港に着陸したケースがある[5]。
- シンガポール航空006便離陸失敗事故では、閉鎖中の平行滑走路に誤認侵入したことで工事用車両に衝突して大惨事になっている。